# Гричек при Жељнах
Гричек при Жељнах (словен. Griček pri Željnah) је насељено место у општини Кочевје, регија Југоисточна Словенија, Словенија.

## Историја
До територијалне реорганизације у Словенији био је у саставу старе општине Кочевје. Као самостално насеље Гричек при Жељнах постоји од 2000. године. Настала је издвајањем дела из насеља Жељне.

## Становништво
У попису становништва из 2011. Гричек при Жељнах имао је 67 становника.
| Број становника према пописима | Број становника према пописима |
| ------------------------------ | ------------------------------ |
| 2002                           | 2011                           |
| 60                             | 67                             |

Напомена: Године 2000 настала издвајањем дела из насеља Жељне.